# 戈岱
戈岱（？—？），字東長，號叔麓，直隸河間府景州人，清朝政治人物。

## 生平
乾隆七年（1742年）壬戌科進士。選庶吉士，散館授翰林院編修，考選福建道監察御史。

## 軼事
紀昀《閱微草堂筆記》載戈岱官翰林時，太翁買綠袍遇鬼怪之奇事。又載其頭早禿，買假髮續髮辮，遇陰魂附著之事。